# Myiodactylus pubescens
Myiodactylus pubescens är en insektsart som beskrevs av Banks 1910. Myiodactylus pubescens ingår i släktet Myiodactylus och familjen Nymphidae. Inga underarter finns listade i Catalogue of Life.